# Murshidabad
Murshidabad là một thành phố và khu đô thị của quận Murshidabad thuộc bang Tây Bengal, Ấn Độ.

## Địa lý
Murshidabad có vị trí 24°11′B 88°16′Đ / 24,18°B 88,27°Đ Nó có độ cao trung bình là 12 mét (39 feet).

## Nhân khẩu
Theo điều tra dân số năm 2001 của Ấn Độ, Murshidabad có dân số 36.894 người. Phái nam chiếm 51% tổng số dân và phái nữ chiếm 49%. Murshidabad có tỷ lệ 66% biết đọc biết viết, cao hơn tỷ lệ trung bình toàn quốc là 59,5%: tỷ lệ cho phái nam là 71%, và tỷ lệ cho phái nữ là 61%. Tại Murshidabad, 12% dân số nhỏ hơn 6 tuổi.